# イノセント・ラブ (1982年のテレビ映画)
イノセント・ラブ（原題：An Innocent Love、別題：One Starry Night）は、1982年のアメリカ合衆国の青春映画。ロジャー・ヤング監督のテレビ映画。出演はメリッサ・スー・アンダーソン、ダグ・マッケオン。

## あらすじ
1974年。飛び級制度を利用し、14歳にしてワシントン大学に入学した少年ハリーは19歳の少女モリーの家庭教師になる。
やがてハリーは彼女に恋心を抱くようになるが、モリーは既にジョックの彼氏ダンカンと付き合っていた。

## キャスト
| 役名                       | 俳優                         | 日本語吹替                                    |
| 役名                       | 俳優                         | テレビ東京版                                  |
| -------------------------- | ---------------------------- | --------------------------------------------- |
| モリー・ラッシュ           | メリッサ・スー・アンダーソン | 土井美加                                      |
| ハリー・ウッドワード       | ダグ・マッケオン             | 塩屋翼                                        |
| ダンカン・ウィダーズ       | スティーヴン・バウアー       | 屋良有作                                      |
| マリオ                     | クリストフ・セント・ジョン   | 難波圭一                                      |
| マックス                   | ビル・カルバート             | 速水奨                                        |
| ベアトリス                 | ケンダル・ケイ・マンジー     | 安達忍                                        |
| ジューン・ウッドワード     | パット・フィンリー           | 前田敏子                                      |
| アンドリュー・ウッドワード | ジョン・コーレンバック       | 嶋俊介                                        |
| バドニック教授             | ポール・ホステラー           | 石井敏郎                                      |
| バレーボールコーチ         | スティーブ・サッチ           | 喜多川拓郎                                    |
| アンバーマン               | ロバート・ローパー           |                                               |
| ヒラリー                   | ステファニー・シャイン       |                                               |
| 店員                       | シェリル・ドラモンド         |                                               |
| スチュワーデス             | スーザン・フェンバーグ       |                                               |
| 司書                       | デニス・フリシーノ           |                                               |
| 学生                       | デール・ホールドレン         |                                               |
| モリーの同級生の友達       | デビッド・ブラクテンバッハ   |                                               |
| 日本語版スタッフ           |                              |                                               |
| 演出                       | 演出                         | 田島荘三                                      |
| 翻訳                       | 翻訳                         | 野地玲子                                      |
| 調整                       | 調整                         | 近藤勝之                                      |
| 効果                       | 効果                         | 新音響                                        |
| 製作                       | 製作                         | コスモプロモーション                          |
| 初回放送                   | 初回放送                     | 1986年3月9日 『日曜ロードショー』 15:30-16:56 |